# Nối chuyển
Nối-chuyển (Anh ngữ: switching), còn được gọi là chuyển mạch, là một kỹ thuật thông dụng trong việc thiết kế các mạng. Kỹ thuật này được dùng để định tuyến cho việc dẫn truyền dữ liệu bằng cách tạm thời tạo ra một đường nối giữa hai hay nhiều điểm hoặc nút trên mạng.
Định tuyến (Anh ngữ: route) là những cách thức hay thuật toán, thường ở dạng phần mềm hay phần sụn (firmware), được cài đặt sẵn trong các thiết bị phần cứng của các máy gửi, nhận và các thiết bị trung chuyển dữ liệu nhằm đưa dữ liệu từ nguồn tới đích một cách chính xác, đầy đủ, hiệu quả và an toàn bằng cách tìm, xác định và thiết lập các đường dây nối kết thông tin tạm giữa các thiết bị đó với nhau. Các đường dây này có thể chỉ là ngắn giữa hai thiết bị với nhau hay là dài từ máy gửi đến máy nhận và chúng chỉ có tính cách tạm thời. Sau khi dữ liệu được chuyển đi hoàn tất hoặc được lệnh hủy bỏ thì đường nối này cũng bị cắt.
Nút (node), hay điểm (point), được hiểu là các thiết bị trung gian làm nhiệm vụ định tuyến và vận chuyển dữ liệu theo con đường xác định bởi các thuật toán định tuyến thưòng được cài sẵn trong các thiết bị đó. Mỗi nút là một máy tính chuyên biệt sẽ nối kết với nút khác theo sự quy định của giao thức mà người thiết kế đặt ra.

## Đặc điểm của kỹ thuật nối-chuyển
- Các đường vận chuyển dữ liệu chỉ được thiết lập khi có một yêu cầu chuyển thông tin.
- Đường vận chuyển dữ liệu sẽ bị bãi bỏ hay hủy sau khi dữ liệu đã được chuyển đi hay sau khi có lệnh hủy bỏ.
- Đường vận chuyển được thiết lập sẽ có thể bao gồm những điểm vận chuyển trung gian, gọi là các nút, được nối nhau bằng các thuật toán sẵn có của người thiết kế.

## Các kỹ thuật nối-chuyển thông dụng hiện nay

Minh hoạ cách truyền thông tin của kỹ thuật Nối-chuyển gói

- Chuyển gói hay chuyển khung (packet switching): các thiết kế loại này được dùng phổ biến trong các LAN, WAN chẳng hạn như là áp dụng trong các giao thức X.25, Frame Relay, hay TCP/IP  (xem thêm chi tiết trong mạng).
- Chuyển gói dữ liệu (datagram packet switching): đây là một tên thông dụng khác của kĩ thuật chuyển gói.
- Nối chuyển mạch hay chuyển mạch (circuit switching): đây là loại mạng được thiết kế để hoàn tất một đường nối xác định từ nguồn thông tin đến đích trong suốt thời gian vận chuyển thông tin. Kĩ thuật này rất thông dụng trong các mạng điện thoại.
- Chuyển gói mạch ảo (virtual circuit packet switching): được thiết kế để bao gồm cả các điểm mạnh của cả hai kĩ thuật chuyển gói và chuyển mạch. Thiết kế loại này được dùng trong ATM, MPLS. (Xem thêm chi tiết trong chuyển gói mạch ảo.)

## Các thiết bị nối-chuyển và các khái niệm tương cận

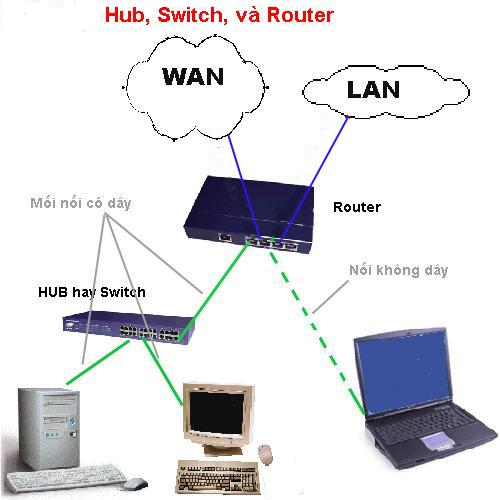
Minh hoạ sự khác nhau của Switch và Router

Thiết bị nối-chuyển là các máy tính đã được chuyên biệt hoá để làm nhiệm vụ tạo ra đường nối giữa hai hay nhiều nút trong mạng. Mỗi thiết bị như vậy, cùng với thuật toán để chọn đường nối, được xem là một nút mạng. (Xem thêm chi tiết trong mạng). Các thiết bị nối chuyển này không phải là các máy tính nguồn gửi hay đích nhận dữ liệu mà chúng chỉ có thể là các máy tính trung chuyển dữ liệu.
Người ta phân biệt ba loại thiết bị dùng trong kĩ thuật nối-chuyển:
- Switch hay bộ chuyển mạch: là bộ phận tối quan trọng trong mạng. Nó là máy tính được dùng vào việc định tuyến. Nói rõ hơn, máy tính này sẽ dựa vào các thuật toán đã cài đặt sẵn, các thông số cho trong giao thức cụ thể và các tham số trong nguồn dữ liệu để xác định, tạo ra một đường nối tạm với một máy tính khác, rồi trung chuyển dữ liệu đi. Như vậy, một switch có khả năng nối thẳng với các máy tính nguồn, đích hay các thiết bị nối-chuyển khác. Như vậy, các bộ chuyển mạch chỉ có khả năng nối với các thiết bị khác dùng chung một giao thức hay một kiến trúc. Trong thực tế, một bộ chuyển mạch không những có khả năng trung chuyển dữ liệu cho một cặp mối nối mà nó có thể tạo ra đường nối cho nhiều cặp và vận chuyển đồng thời các dữ liệu này đi. Ngoài ra, phương thức chuyển dữ liệu có thể theo kiểu song công.
- Hub hay bộ chuyển mạch đơn:  là một bộ chuyển mạch đơn giản không có khả năng tạo ra nhiều cặp mối nối và dùng phương thức truyền dữ liệu kiểu đơn công.
- Router hay bộ định tuyến: khác hơn các bộ chuyển mạch, một bộ định tuyến là thiết bị nối giữa các mạng. Nó có khả năng tạo nối kết với các nút mạng không có chung giao thức. Nghĩa là, nó có thể nối giữa LAN sang WAN hay sang các mạng điện thoại.

Ngoài ra, để nối máy tính vào được với các thiết bị nối-chuyển hay để tạo một mạng máy tính, các máy tính đó phải dùng thêm những bộ điều hợp (adapter).
Bộ điều hợp mạng (network adapter) được hiểu là thiết bị dùng để nối với các thiết bị khác trong một mạng. Các bộ điều hợp đặc biệt là:
- Bộ điều khiển mạng (network controller): đây là thiết bị cho phép các máy tính, sau khi cài đặt, có thể nối vào với các máy khác để tạo thành một mạng. Như vậy có thể hiểu rằng đây là một tập họp các phần cứng và phần mềm để cấu trúc nên một mạng hay một phần của mạng.
- NIC hay một cách không hoàn toàn Việt hoá là card giao diện mạng (Network Interface Card): đây là một bộ điều hợp mà sau khi cắm vào một máy tính, cài đặt phần mềm đúng thì nó sẽ giúp người dùng nối vào mạng. Thông thường, mỗi NIC chỉ dùng được với một hay một vài giao thức đặc trưng mà nhà sản xuất hỗ trợ. Đôi khi nó cũng phụ thuộc vào hệ điều hành.

Lưu ý: chữ NIC còn là chữ viết tắt của một khái niệm khác từ chữ Network Information Center, tức là Trung tâm thông tin mạng, là tổ chức cung cấp cho người dùng mạng các thông tin về những dịch vụ trên mạng.
- Modem, viết tắt của modulator/demodulator: đây là một thiết bị chuyển đổi từ tín hiệu số của máy tính sang dạng khác thích hợp cho đường dây điện thoại để vận chuyển thông tin. Thường thì đây là các loại mạch chuyển tín hiệu số sang tương tự và ngược lại. Các modem được dùng phổ biến trước đây để nối mạng Internet.